# Billy Boyd
William Nathan Boyd (Glasgow, 28 de agosto de 1968), más conocido como Billy Boyd, es un actor y músico escocés, principalmente famoso por su papel de Peregrin «Pippin» Tuk en la adaptación cinematográfica de El Señor de los Anillos y como Barret Bonden en Master and Commander.

## Biografía
Nació en Glasgow, Escocia. Sus padres, William y Mary Boyd, murieron con un año de diferencia cuando Billy era un niño. Él y su hermana Margaret fueron criados por su abuela. 
Trabajó como encuadernador de libros antes de intentar la carrera artística. Uno de los libros que encuadernó fue El Señor de los Anillos. Se graduó en el Conservatorio Real de Escocia, con un diploma en arte dramático.
Tiene una casa en Manhattan con su pareja, Alison McKinnon. El 26 de abril de 2006 tuvieron un hijo llamado Jack William Boyd.

## Carrera
Es actor de teatro. Ha realizado varias producciones, entre las que se incluyen San Diego y The Ballad of Crazy Paola.
Toca la guitarra, el bajo y la batería. Escribió y cantó una canción en El Señor de los Anillos: el retorno del Rey titulada The Edge of Night. Es cantante y guitarrista de la banda Beecake.
Consiguió el personaje de astronauta para la película Sniper470 por hacer la mejor interpretación de ingravidez sentado en una silla. También interpretó a Glen, el hijo de Chucky (Brad Dourif) y Tiffany (Jennifer Tilly), en Seed of Chucky (2004).

### Pippin enEl Señor de los Anillos
En 2000, fue elegido para el papel de Peregrin Tuk en la trilogía cinematográfica de Peter Jackson de El Señor de los Anillos, rodada en Nueva Zelanda. Era una de las películas más esperadas del año 2001, coprotagonizada por Ian Mckellen, Viggo Mortensen, Sean Bean, Liv Tyler, Sean Astin, Christopher Lee, Elijah Wood, Dominic Monaghan, John Rhys-Davies, Orlando Bloom, Hugo Weaving, Cate Blanchett, Ian Holm y Andy Serkis. Un año más tarde, en 2002, se estrenó El Señor de los Anillos: las dos torres, segunda entrega de la serie. La película recibió críticas favorables y fue un gigantesco éxito de taquilla, ingresando más de 926 millones de dólares en todo el mundo, superando a su predecesora, que había recaudado más de 871 millones. En 2003, Boyd apareció también en la tercera y última entrega de la serie, El Señor de los Anillos: el retorno del Rey, que superó el éxito de taquilla de las dos primeras, con una recaudación de 1 119 110 941 dólares en todo el mundo.
Como el resto de los compañeros que interpretaron a los nueve miembros de la Compañía del Anillo en la trilogía, tiene el número 9 tatuado en tengwar, en su caso en el tobillo, al igual que Sean Astin. Volvió a colaborar con el mundo cinematográfico de la Tierra Media en 2014 al componer y cantar la canción de los créditos de cierre de la última parte de la trilogía de El hobbit, El hobbit: la batalla de los Cinco Ejércitos, de 2014. La canción se titula «The Last Goodbye» (‘El último adiós’).

## Vida personal
Estuvo listado como uno de los 100 hombres más codiciados de Escocia. Orgulloso de su herencia escocesa, ha llegado a utilizar la falda escocesa, que le dio su padrastro Brad Dourif en varias ocasiones formales.
Es dueño de una casa en Washington con su pareja escocesa, Alison McKinnon. Tuvieron su primer hijo, Jack William Boyd, el 26 de abril de 2006, y él y McKinnon se casaron en una ceremonia con 30 invitados en Oran Mor en el West End de Glasgow el 29 de diciembre de 2010, a la que asistieron sus compañeros de reparto de El Señor de los Anillos Elijah Wood y Dominic Monaghan. La recepción posterior se celebró para unos 130 invitados.
Aparte de sus aspiraciones musicales, aprendió a hacer surf en Nueva Zelanda, junto con los otros tres actores que interpretaban a los hobbits de la Compañía del Anillo (Sean Astin, Dominic Monaghan y Elijah Wood), y se ha convertido en un experto. También posee un florete, que sabe manejar muy bien. Además se formó en artes marciales en la Krauseworld Academy en Glasgow con los hermanos Steve y Mike Krause, donde alcanzó la fase 4, tanto en Jeet Kune Do como en eskrima.

## Filmografía

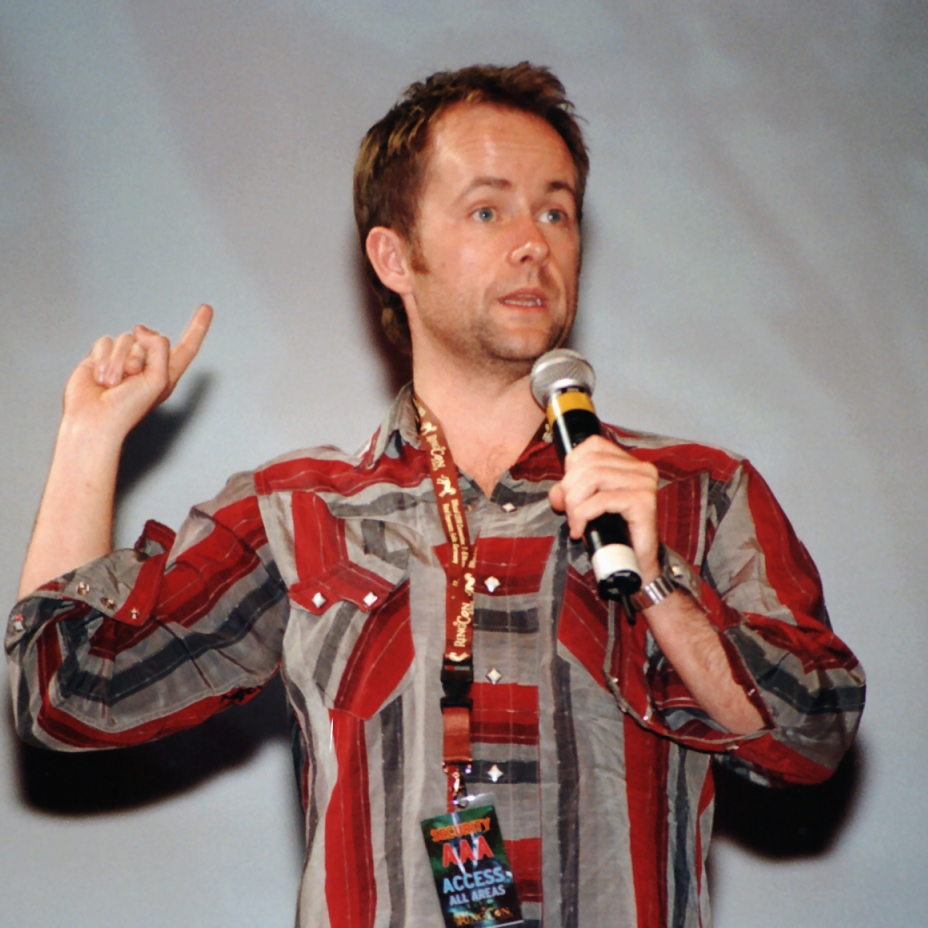
Boyd durante su panel en la Ring*Con de 2005 en Fulda, Alemania.

### Cine
| Año  | Título                                           | Rol                                  | Notas                                                                                          |
| ---- | ------------------------------------------------ | ------------------------------------ | ---------------------------------------------------------------------------------------------- |
| 1998 | The Soldier's Leap                               | Cartero                              | Cortometraje                                                                                   |
| 1998 | Urban Ghost Story                                | Prestamista                          |                                                                                                |
| 1999 | Julie and the Cadillacs                          | Jimmy Campbell                       |                                                                                                |
| 2001 | El Señor de los Anillos: la Comunidad del Anillo | Peregrin "Pippin" Took               |                                                                                                |
| 2002 | El Señor de los Anillos: las dos torres          | Peregrin "Pippin" Took               |                                                                                                |
| 2003 | El Señor de los Anillos: el retorno del Rey      | Peregrin "Pippin" Took               |                                                                                                |
| 2003 | Master and Commander: The Far Side of the World  | Barret Bonden                        |                                                                                                |
| 2004 | Seed of Chucky                                   | Glen / Glenda                        | Papel de voz                                                                                   |
| 2005 | On a Clear Day                                   | Danny                                |                                                                                                |
| 2005 | Stories of Lost Souls                            | Pistolero                            | Segmento: "Sniper 470"                                                                         |
| 2005 | Midsummer Dream                                  | Puck                                 | Papel de voz                                                                                   |
| 2006 | El escocés volador                               | Malky                                |                                                                                                |
| 2007 | Save Angel Hope                                  | Vince Sandhurst                      | Película para televisión                                                                       |
| 2008 | Stone of Destiny                                 | Bill Craig                           |                                                                                                |
| 2009 | Jusqu'à toi                                      | Rufus                                |                                                                                                |
| 2010 | Pimp                                             | Jefe                                 |                                                                                                |
| 2010 | Glenn, the Flying Robot                          | Jack                                 |                                                                                                |
| 2011 | Irvine Welsh's Ecstasy                           | Woodsy                               |                                                                                                |
| 2012 | The Forger                                       | Bernie                               |                                                                                                |
| 2012 | Dorothy and the Witches of Oz                    | Nick Chopper                         |                                                                                                |
| 2012 | Space Milkshake                                  | Anton                                |                                                                                                |
| 2014 | The Alpha Invention                              | Tipo                                 | Cortometraje                                                                                   |
| 2014 | El hobbit: la batalla de los Cinco Ejércitos     | N/A                                  | Coescribió y cantó "The Last Goodbye", canción que suena sobre los créditos de cierre del film |
| 2015 | AmStarDam                                        | Gordon                               |                                                                                                |
| 2015 | Mara and the Firebringer                         | Turista                              |                                                                                                |
| 2018 | Tell It to the Bees                              | Charlie adulto                       | Papel de voz                                                                                   |
| 2021 | The Loud House Movie                             | Escocés, pescador, voces adicionales | Papel de voz                                                                                   |
| 2021 | Walking with Herb                                | Archibald "Archie" Borthwick         |                                                                                                |
| 2021 | An Intrusion                                     | Ministro Fairfield                   |                                                                                                |
| 2021 | Invisible Manners                                | Narrador                             | Papel de voz                                                                                   |
| 2024 | The Lord of the Rings: The War of the Rohirrim   | Shank                                | Cameo, papel de voz película animada                                                           |
| 2025 | Dog Man                                          | Seamus                               | Elenco principal, película animada                                                             |

### Televisión
| Año        | Título                            | Rol               | Notas                                                    |
| ---------- | --------------------------------- | ----------------- | -------------------------------------------------------- |
| 1996       | Taggart                           | Jamie Holmes      | Episodio: "Dead Man's Chest"                             |
| 1999       | Coming Soon                       | Ross              | Miniserie                                                |
| 2002       | Still Game                        | Hombre de barba   | Episodio: "Faimly"                                       |
| 2004       | Instant Credit                    | Frankie           | Película para televisión                                 |
| 2008       | Empty                             | Tony              | 6 episodios                                              |
| 2011       | Moby Dick                         | Elijah            | Miniserie, 2 episodios                                   |
| 2012       | Casualty                          | Duncan Jessup     | Episodio: "Hero Syndrome"                                |
| 2014       | Wild Things with Dominic Monaghan | Él mismo          | Episodio: "The Giant Wetapunga"                          |
| 2015       | Motive                            | Lawrence Frampton | Episodio: "Frampton Comes Alive"                         |
| 2017       | Sofia the First                   | Malachite         | Papel de voz Episodio: "The Crown of Blossoms"           |
| 2017       | Snowfall                          | Jim Stewart       | Episodio: "Baby Teeth"                                   |
| 2017       | Los Simpson                       | Él mismo          | Papel de voz; fuera de pantalla Episodio: "The Serfsons" |
| 2019       | Grey's Anatomy                    | Seamus            | Episodio: "I Walk the Line"                              |
| 2018, 2020 | Outlander                         | Gerald Forbes     | 4 episodios                                              |
| 2020       | Hollywood                         | Noël Coward       | Episodio: "Outlaws"                                      |
| 2021       | Doom Patrol                       | Samuelson         | Episodio: “Vacay Patrol”                                 |
| 2022       | NCIS: Hawaiʻi                     | Colin McIntyre    | Episodio: “Ohana”                                        |
| 2022       | Chucky                            | G.G. Valentine    | Papel de voz Episodio: "Chucky Actually"                 |
| 2023       | The Legend of Vox Machina         | Garmelie          | Papel de voz                                             |
| 2023       | That's My Jam                     | Él mismo          |                                                          |

### Teatro
| Año  | Título                                | Rol          | Lugar           | Notas |
| ---- | ------------------------------------- | ------------ | --------------- | ----- |
| 2024 | Rosencrantz y Guildenstern han muerto | Guildenstern | Neptune Theatre |       |
| 2024 | Rosencrantz y Guildenstern han muerto | Guildenstern | CAA Theatre     |       |

### Audio dramas
| Año  | Título                                  | Rol                     | Notas               |
| ---- | --------------------------------------- | ----------------------- | ------------------- |
| 2007 | Dirk Gently's Holistic Detective Agency | Richard MacDuff         | BBC Radio 4         |
| 2008 | The Long Dark Tea-Time of the Soul      | Richard MacDuff         | BBC Radio 4         |
| 2022 | Moriarty: The Devil's Game              | Coronel Sebastian Moran | Original de Audible |

### Videojuegos
| Año        | Título                                                                                | Rol                    | Notas            |
| ---------- | ------------------------------------------------------------------------------------- | ---------------------- | ---------------- |
| 2003       | El Señor de los Anillos: el retorno del Rey                                           | Peregrin "Pippin" Took | Papel de voz     |
| 2004       | El Señor de los Anillos: la batalla por la Tierra Media                               | Peregrin "Pippin" Took | Papel de voz     |
| 2006       | El Señor de los Anillos: la batalla por la Tierra Media II: el resurgir del Rey Brujo | Peregrin "Pippin" Took | Papel de voz     |
| 2013       | Lego El Señor de los Anillos                                                          | Peregrin "Pippin" Took | Archivo de audio |
| 2019       | Magic: The Gathering Arena                                                            | Will Kenrith           |                  |
| 2020, 2022 | The Elder Scrolls Online                                                              | Bradan Brahgas         | [ 6 ] [ 7 ]      |

## Premios y nominaciones

### Premios del Sindicato de Actores
| Año  | Categoría     | Trabajo nominado                                 | Resultado |
| ---- | ------------- | ------------------------------------------------ | --------- |
| 2003 | Mejor reparto | El Señor de los Anillos: el retorno del Rey      | Ganador   |
| 2002 | Mejor reparto | El Señor de los Anillos: las dos torres          | Candidato |
| 2001 | Mejor reparto | El Señor de los Anillos: la Comunidad del Anillo | Candidato |